# Stradlice
Stradlice – wieś w Polsce, położona w województwie świętokrzyskim, w powiecie kazimierskim, w gminie Kazimierza Wielka. Leży przy drodze wojewódzkiej nr 768. 
W latach 1975–1998 miejscowość administracyjnie należała do województwa kieleckiego.

## Części wsi
| SIMC    | Nazwa  | Rodzaj     |
| ------- | ------ | ---------- |
| 0242275 | Lolin  | przysiółek |
| 0242281 | Łabędź | część wsi  |
| 0242298 | Niwa   | część wsi  |
| 0242306 | Sypów  | część wsi  |

## Historia
Według Jana Długosza w Liber beneficiorum dioecesis Cracoviensis (powst. 1440–1480) we wsi Stradlycze istniały dwa obiekty określone jako curia militaris. Niewyjaśnione pozostaje znaczenie tego określenia, curia może oznaczać główny dom mieszkalny, siedziba księcia lub możnego feudała, natomiast przydomek militaris wskazuje na charakter obronny lub połączony z zabudowaniami i urządzeniami gospodarczymi, otoczony prymitywnymi umocnieniami, być może tylko palisadą lub wałem. 
Najstarsze źródło o wsi Stradlice mówi:

W spisie z 1827 r. Strudlice, 1851 r. Strudlice, wś włośc., pow. pińczowski, gm. Dobiesławice, par. Kazimierza Wielka; posiada szkołę początkową, 35 osad, 445 mr. W 1827 r. było 19 dm., 158 mk. Wchodziły w skład dóbr Dobiesławice. W połowie XV w. wieś w par. Kazimierza Wielka, własność Jury al. Łapki h. Drużyna i Budziszowskiego h. Habdank, miała 8 łanów km., karczmę z rolą, 2 zagr. bez roli, z których dziesięcinę, wartość 10 grzywn, płacono do św. Wojciecha w Krakowie; dwa folw. płaciły dziesięcinę pleb. w Kazimierzy Wielkiej (Długosz, L. B., I, 260 i II, 143). Według reg. prob. pow. proszowickiego z r. 1581 wś S., własność Baltazara Lutomirskiego, miała 4 łany km., 2 zagr. bez roli, 7 kom. bez bydła, 1/4 karczm. roli (Pawiński, Małop., 12, 442).

## Urodzeni w Stradlicach
- Stefan Kopciński – polski lekarz neurolog i psychiatra, społecznik i polityk, związany z ruchem robotniczym, senator w II RP[11].